# CEPOS
Center for Politiske Studier (CEPOS) er en borgerlig-liberal tænketank, der er uafhængig af økonomiske midler fra politiske organisationer eller politiske partier, men har en lang række private donorer.
CEPOS blev stiftet 11. marts 2004 af mediefolk, tidligere politikere, erhvervsledere, kunstnere og akademikere med den tidligere konservative forsvarsminister Bernt Johan Collet som bestyrelsesformand og primus motor. Efter at have skaffet de nødvendige midler blev tænketanken officielt åbnet 10. marts 2005 og har siden via sit kontor i København været med til at præge den politiske debat.
CEPOS er inspireret af udenlandske tænketanke som American Enterprise Institute, Heritage Foundation, CATO Institute, Adam Smith Institute, Institute of Economic Affairs m.fl. Målet er at bevare og styrke grundlaget for et frit og velstående samfund bl.a. gennem skattelettelser, privat initiativ samt vitale kulturelle og politiske institutioner og begrænsning af statsmagten.
CEPOS udarbejder undersøgelser og politiske analyser af såvel den generelle politiske debat som den politiske proces. Inspireret af Heritage Foundation foretrækker CEPOS proaktive politiske analytikere, der udarbejder relativt korte politiske notater, som kan bestå af det, Heritage Foundation kalder "attachétaske-testen", dvs. at travle politikere kan læse dem i ledige stunder under f.eks. transport.
CEPOS er den danske repræsentant i Economic Freedom of the World Research Project.

## Værdigrundlag
Programpunkter/værdier:
- Personlig og økonomisk frihed, en begrænset statsmagt
- Et samfund understøttet af sunde borgerlige institutioner
- Omlægning og begrænsning af direkte og indirekte offentlig støtte
- Fri konkurrence og frie markeder
- Flad skat

CEPOS deltager i Stockholm Network, en sammenslutning af ca. 110 frimarkedstænketanke.

## Stifterne af CEPOS
De der den 11. marts 2004 tog initiativ til at stifte CEPOS:
- Christopher Arzrouni, cand.scient.pol.
- Rolf Bagger, forfatter, journalist
- Annelise Bistrup, redaktør
- Sven Blomberg, direktør
- Bent Blüdnikow, redaktør
- Jesper Bruun Rasmussen, auktionsleder
- Bernt Johan Collet, godsejer, HA, tidl. forsvarsminister
- Peter la Cour, cand.phil.
- Ann-Sofie Dahl, docent, fil.dr.
- Jan Duckert, direktør
- Kasper Elbjørn, cand.scient.pol
- Uffe Ellemann-Jensen, cand.polit, tidl. udenrigsminister
- Bent Fabricius-Bjerre, komponist
- Herman Federspiel, advokat (H)
- Henning Fonsmark, forfatter, mag.art.
- Nicolai Juul Foss, professor, ph.d., cand.polit
- Nils Foss, direktør
- Nikolaj Gammeltoft, cand.scient.pol
- David Gress, lektor, ph.d.
- Morten Grunwald, skuespiller
- Peter Gæmelke, præsident
- Jesper Lau Hansen, dr. jur., professor
- Claes Kastholm Hansen, forfatter, cand.mag.
- Morten Hesseldahl, cand.phil.
- Kjeld Hillingsø, generalløjtnant
- Ulrik Høy, cand. mag., journalist
- Bent Jensen, professor, dr.phil.
- Peter Kurrild-Klitgaard, professor, ph.d.
- Steen Langebæk, direktør
- Henrik Lando, professor, lic.& cand.polit.
- Michael Laudrup, træner
- Henrik Bach Mortensen, direktør
- Karoly Németh, advokat
- Torben Nielsen, direktør
- Jørn Henrik Petersen, professor, dr.phil.
- Søren Pind, cand.jur.
- Samuel Rachlin, cand.mag., kommunikationsdirektør
- Poul Schlüter, cand.jur., tidl. statsminister
- Helle Stangerup, cand.jur., forfatter
- Eva Steiness, professor, dr.med.
- Ditlev Tamm, professor, dr.jur. & phil.
- Edith Thingstrup, cand.theol., sognepræst
- Henrik Wedell-Wedellsborg, advokat, partner
- Frederik Wiedemann, journalist, cand.polit.
- Martin Ågerup, M.A.

## Kritik
CEPOS er flere gange blevet kritiseret for nedtoning af klimaforandringernes alvor og konsekvenserne for både miljøet og den globale økonomi. I 2020 anklagede professor i politisk økologi på Københavns Universitet Jens Friis Lund og lektor ved Institut for Kommunikation og Humanistisk videnskab på Roskilde Universitet Stefan Gaarsmand Jacobsen tænketanken for at gøre brug af en moderne form for klimaskepsis for at nedprioritere behovet for seriøse tiltag i den danske klimapolitik.

## Finansiering og årsregnskaber
CEPOS modtager hverken midler fra andre politiske organisationer eller fra politiske partier, men har en lang række private donorer. Alle sponsorer er, som det normalt ses, ikke offentligt kendte, og i lighed med andre foreninger og private fonde er der ikke publiceret årsregnskaber. Nogle donorer ønsker dog selv at stå frem. CEPOS Universitet, der underviser studerende i frimarkedstænkning, blev indtil 2009 sponsoreret af Saxo Bank med 6-700.000 kr.

## Øvrige aktiviteter
CEPOS og/eller medarbejdere hos CEPOS står bag flere nyhedsformater, særligt i form af podcasts, herunder "Bag om Nyhederne", "Samfundstanker" (som produceres i et samarbejde mellem CEPOS og DK4) og "Regelstaten", som beskæftiger sig med samfundsrelevante emner og nyheder. Her deltager både CEPOS-repræsentanter og gæster med indsigt i det omhandlende emne, der typisk har et borgerligt afsæt eller ønsker at give et borgerligt perspektiv på en given problemstilling eller aktualitet.